# Paul S. Ulrich
Paul Stanley Ulrich (meist Paul S. Ulrich; * 14. Januar 1944 in Lebanon, Pennsylvania; † 29. Oktober 2023 in Berlin) war ein US-amerikanischer Bibliothekar und Theaterwissenschaftler in Berlin.

## Leben und Wirken
Paul S. Ulrich kam aus einer deutschstämmigen Familie in Pennsylvania. Bereits im College schrieb er seine Abschlussarbeit über deutschsprachiges Arbeitertheater. Danach wurde er Dozent am Schiller College.
1968 kam Paul S. Ulrich nach Deutschland. 1973 schloss er eine Bibliothekarsausbildung ab. Von 1975 bis 2005 war er an der Amerika-Gedenkbibliothek in Berlin beschäftigt.
Danach unterstützte er ehrenamtlich die theaterwissenschaftliche Sammlung der Staatsbibliothek zu Berlin und war Vorsitzender der Gesellschaft für Theatergeschichte.
Paul S. Ulrichs Lebenswerk war die Erschließung von zehntausenden deutschsprachigen Theaterjournalen (von einzelnen Theatern), Theateralmanachen (zu vielen Theatern) und über 100.000 Theaterzetteln (von einzelnen Theatervorstellungen). Er wertete aus diesen die Namen von über 30.000 Schauspielern, Sängern und weiteren Theatermitarbeitern sowie Aufführungsorte und weitere Informationen aus und übertrug sie in verschiedene Datenbanken sowie in zahlreiche Einzelpublikationen.
Paul S. Ulrich gilt als ein Pionier der detailorientierten  Theatergeschichtsforschung.
Nach seinem Tod 2023 erschienen verschiedene würdigende Nachrufe von führenden Theaterwissenschaftlern und Bibliotheksleitungen.

## Publikationen (Auswahl)
- (mit Frank Heidtmann): Wie finde ich philatelistische Informationen? (= Orientierungshilfen, Bd. 5). Berlin-Verlag, Berlin 1978, ISBN 3-87061-186-3.

- (mit Frank Heidtmann u. Eymar Fertig): Wie finde ich Literatur zur deutschen Literatur (= Orientierungshilfen, Bd. 9). Berlin-Verlag, Berlin 1979, ISBN 3-87061-196-0.

- Wie finde ich anglistische Literatur (= Orientierungshilfen, Bd. 10). Berlin-Verlag, Berlin 1980, ISBN 3-87061-197-9.

- Wie finde ich Literatur zur amerikanischen Literatur (= Orientierungshilfen, Bd. 17). Berlin-Verlag, Berlin 1981, ISBN 3-87061-198-7.

- Theater, Tanz und Musik im Deutschen Bühnenjahrbuch, 1985
- (mit Frank Heidtmann): Wie finde ich film- und theaterwissenschaftliche Literatur. 2. Aufl. (= Orientierungshilfen, Bd. 11). Berlin-Verlag Spitz, Berlin 1988, ISBN 3-87061-331-9.
- Biographisches Verzeichnis für Theater, Tanz und Musik, 2 Bände, Berlin 1997, mit Lothar Schirmer
- Das Jahr 1848. Kultur in Berlin im Spiegel der Vossischen Zeitung, Berlin 2008
- Deutschsprachige Theater-Almanache (1772–1918) (= Topographie und Repertoire des Theaters), Hollitzer, Wien, 2018, 2022–2024, bisher 7 Bände in deutscher und englischer Sprache, weitere sind in Vorbereitung